# Cecil Craske
Cecil Ernest Craske (* 6. März 1915 in Launceston; † unbekannt) war ein australischer Badmintonspieler.

## Karriere
In einer Zeit, in der sich internationale Vergleiche in seiner Heimat vorwiegend auf Wettkämpfe mit dem benachbarten Neuseeland beschränkten, gewann Cecil Craske von 1935 bis 1939 drei australische Herreneinzeltitel und zwei Mixedtitel.
Er schrieb sich 1941 zum Kriegsdienst ein und kämpfte auf Malaya gegen die Japaner, 1942 geriet er in Gefangenschaft. Einen Monat nach seiner Entlassung aus der japanischen Kriegsgefangenschaft heiratete er 1946 seine frühere Mixed-Partnerin Beryl Cuthbertson.

## Sportliche Erfolge
| Saison | Veranstaltung                     | Disziplin    | Platz | Name                             |
| ------ | --------------------------------- | ------------ | ----- | -------------------------------- |
| 1935   | Australien: Einzelmeisterschaften | Mixed        | 1     | Cecil Craske / Isobel Newman     |
| 1935   | Australien: Einzelmeisterschaften | Herreneinzel | 1     | Cecil Craske                     |
| 1937   | Australien: Einzelmeisterschaften | Mixed        | 1     | Cecil Craske / Beryl Cuthbertson |
| 1937   | Australien: Einzelmeisterschaften | Herreneinzel | 1     | Cecil Craske                     |
| 1938   | Australien: Einzelmeisterschaften | Mixed        | 1     | Cecil Craske / Beryl Cuthbertson |